# خوسيه دانييل فالنسيا
خوسيه دانييل فالنسيا (بالإسبانية: José Daniel Valencia) مواليد 3 أكتوبر 1955 في سان سلفادور دي خوخوي، الأرجنتين، هو لاعب كرة قدم أرجنتيني دولي سابق كان يلعب كلاعب وسط. اعتزل اللعب عام 1993. سبق له أن لعب في كأس العالم لكرة القدم مع منتخب بلاده. بدأ مسيرته الرياضية عام 1973.

## المسيرة الاحترافية

### أندية لعب لها
- خميناسيا خوخوي
- روزاريو سنترال
- نادي خورخي ويلسترمان
- نادي ديبورتيفو سان خوسي

## روابط خارجية
- خوسيه دانييل فالنسيا على موقع الاتحاد الدولي (مؤرشف)  (الإنجليزية)
- خوسيه دانييل فالنسيا على موقع قاعدة بيانات كرة القدم.إي يو (الإنجليزية)
- خوسيه دانييل فالنسيا على موقع ناشيونال فوتبول تيمز (الإنجليزية)